# Nodojiman The World
Nodojiman The World (のどじまんTHEワールド!) è un programma televisivo giapponese musicale, condotto da Masahiro Nakai, Yukari Nishio e Terry Ito. Il suo debutto ufficiale è avvenuto il 25 giugno 2011; il programma è prodotto dalla NihonTV e va in onda sull'omonimo canale televisivo due volte all'anno alle 19:00 fino alle 21:54. Nel 2018 anche l'Italia arriva sul podio rappresentata dalla cantante Eleonora Almonti in secondo posto, al primo Ana María Villa dalla Colombia.

## Episodi
| Anno | Data         | Giorno    | Orario        |
| ---- | ------------ | --------- | ------------- |
| 2011 | 25 giugno    | Domenica  | 13:30 - 14:30 |
| 2011 | 11 ottobre   | Martedì   | 22:00 - 23:30 |
| 2012 | 9 marzo      | Venerdì   | 19:00 - 20:50 |
| 2012 | 15 luglio    | Domenica  | 19:00 - 21:50 |
| 2012 | 24 dicembre  | Lunedì    | 19:00 - 20:54 |
| 2013 | 6 aprile     | Domenica  | 19:00 - 21:54 |
| 2013 | 5 ottobre    | Sabato    | 19:00 - 20:54 |
| 2013 | 24 dicembre  | Martedì   | 18:45 - 21:00 |
| 2014 | 22 marzo     | Sabato    | 19:00 - 21:54 |
| 2014 | 5 ottobre    | Sabato    | 19:00 - 20:54 |
| 2015 | 11 marzo     | Mercoledì | 19:00 - 21:54 |
| 2015 | 30 settembre | Mercoledì | 19:00 - 20:54 |
| 2016 | 9 marzo      | Mercoledì | 19:56 - 21:54 |
| 2016 | 26 ottobre   | Mercoledì | 19:56 - 21:54 |
| 2017 | 13 maggio    | Sabato    | 19:00 - 20:54 |
| 2017 | 25 novembre  | Sabato    | 19:00 - 21:54 |
| 2018 | 10 marzo     | Sabato    | 19:00 - 21:54 |
| 2018 | 20 ottobre   | Sabato    | 19:00 - 20:54 |

## Sommario
L'obiettivo principale dello talent musicale è offrire agli appassionati del Giappone di tutto il mondo l'opportunità di esibirsi cantando le canzoni pop giapponesi più famose sul palco televisivo.
Tramite audizioni selettive, i migliori 12 concorrenti vengono selezionati e invitati al programma. La gara canora è divisa in due parti: nella prima parte tutti i concorrenti vengono divisi in due squadre di nazionalità diversa, quella che ottiene il punteggio più alto passa alla successiva seconda parte dove verrà decisa il vincitore finale tra i migliori sei.
La giuria è composta da tre membri che operano nell'industria musicale giapponese da oltre due decenni come Tsunku, Tetsuya Komuro o Nanase Aikawa. Basandosi sulla loro impressione ad ogni performance assegnano insieme i punti ai concorrenti. Durante il primo anno di trasmissione ai vincitori è stato assegnato un solo premio. Tuttavia, dal 2012, dopo che Masahiro Nakai è diventato un ospite regolare del programma, viene assegnato un altro premio speciale chiamato Song in Japan, che rende in tutto 2 vincitori.

## Storia
Il programma originale nazionale NHK Nodo Jiman, detiene il Guinnes World Record del più longevo music talent tv show.
Il primo episodio di Nodojiman The World è stato trasmesso dal canale televisivo TBS il 25 giugno 2011, condotto da Sachiko Furuichi e Ryou Kawamura.
Il secondo episodio è stato trasmesso quattro mesi dopo, l'11 ottobre 2011, ed è stato spostato su Nippon TV, condotto da Yukari Nishiro e Masato.
Nel 2012 Masato è stato cambiato e sostituito da Masahiro Nakai. Da allora questo duo di hosting con Yukari è attivo dalle trasmissioni del 2018.
Negli anni 2012 e 2013 ci sono state tre trasmissioni durante l'anno, dal 2014 è stato ufficialmente deciso in trasmissioni biennali.
Fino a marzo 2014 tutti gli episodi sono stati registrati all'interno dello studio NTV, da ottobre 2014 gli spettacoli sono registrati nell'Anfiteatro Maihama.
I giorni e gli orari di trasmissione non sono sempre gli stessi, negli anni 2015-2016 la trasmissione è andata in onda il mercoledì e dal 2017 ad oggi la trasmissione è programmata il sabato in serata JST. Il programma di trasmissione dura a volte una o due ore.